# Junior World Rally Championship 2025
La stagione 2025 del Junior World Rally Championship, chiamata ufficialmente FIA Junior World Rally Championship, è stata la 25ª edizione della serie di supporto al campionato del mondo rally dedicata ai giovani piloti; è iniziata il 13 febbraio con il Rally di Svezia e si è conclusa il 19 ottobre con il Rally dell'Europa Centrale.

## Riepilogo
La serie era costituita da cinque appuntamenti, uno su neve, uno su asfalto e tre su terra, da svolgersi contestualmente alla stagione 2025 del mondiale rally; gli equipaggi gareggiarono tutti sulla Ford Fiesta Rally3, auto conforme al regolamento del gruppo R e omologata nella categoria Rally3.
Come di consueto vennero assegnati i titoli iridati generali per piloti e copiloti; la serie era aperta ai piloti nati il o dopo il 1º gennaio 1996 mentre non vi erano restrizioni per i copiloti.

## Calendario
Il campionato si componeva di cinque gare, tutte disputatesi in Europa, di cui tre su terra, una su neve e una su asfalto.
| Calendario definitivo | Calendario definitivo | Calendario definitivo          | Calendario definitivo             | Calendario definitivo |
| Tappa                 | Data                  | Rally                          | Sede                              | Superficie            |
| --------------------- | --------------------- | ------------------------------ | --------------------------------- | --------------------- |
| 1                     | 13-16 febbraio        | 72th Sweden Rally              | Umeå, Contea di Västerbotten      | Neve                  |
| 2                     | 15-18 maggio          | 58° Vodafone Rally de Portugal | Matosinhos                        | Sterrato              |
| 3                     | 26-29 giugno          | 69th EKO Acropolis Rally       | Lamia                             | Sterrato              |
| 4                     | 31 luglio-3 agosto    | 74th Secto Rally Finland       | Jyväskylä                         | Sterrato              |
| 5                     | 16-19 ottobre         | 3° Central European Rally      | Bad Griesbach im Rottal, Germania | Asfalto               |

### Cambiamenti rispetto alla stagione 2024
- Sono stati inseriti in calendario il Rally del Portogallo come secondo appuntamento stagionale al posto del Rally di Sardegna ed il Rally dell'Europa Centrale come quinto appuntamento al posto del Rally di Croazia, mentre i restanti eventi sono rimasti invariati rispetto all'annata precedente.

## Iscritti
| Costruttori | Auto               | Squadre                          | Pneumatici | Piloti              | Copiloti            | Gare |
| ----------- | ------------------ | -------------------------------- | ---------- | ------------------- | ------------------- | ---- |
| Ford        | Ford Fiesta Rally3 | Castrol Ford Team Türkiye        | H          | Ali Türkkan         | Oytun Albayrak      | 1-4  |
| Ford        | Ford Fiesta Rally3 | FIA Rally Star                   | H          | Taylor Gill         | Daniel Brkic        | 1-4  |
| Ford        | Ford Fiesta Rally3 | FIA Rally Star                   | H          | Max Smart           | Cameron Fair        | 1    |
| Ford        | Ford Fiesta Rally3 | FIA Rally Star                   | H          | Max Smart           | Malcolm Read        | 2-4  |
| Ford        | Ford Fiesta Rally3 | Diego Domínguez Jr.              | H          | Diego Domínguez Jr. | Rogelio Peñate      | 1-4  |
| Ford        | Ford Fiesta Rally3 | Mille Johansson                  | H          | Mille Johansson     | Johan Grönvall      | 1-4  |
| Ford        | Ford Fiesta Rally3 | Motorsport Ireland Rally Academy | H          | Eamonn Kelly        | Conor Mohan         | 1-4  |
| Ford        | Ford Fiesta Rally3 | Tristan Charpentier              | H          | Tristan Charpentier | Florian Barral      | 1-2  |
| Ford        | Ford Fiesta Rally3 | LightGrey Team                   | H          | Joosep Ralf Nõgene  | Aleks Lesk          | 1-2  |
| Ford        | Ford Fiesta Rally3 | Thomas Martens                   | H          | Thomas Martens      | Max Freeman         | 1-4  |
| Ford        | Ford Fiesta Rally3 | Team Petrol Ofisi                | H          | Kerem Kazaz         | Corentin Silvestre  | 1-4  |
| Ford        | Ford Fiesta Rally3 | WRC Young Driver Team            | H          | Claire Schönborn    | Jara Hain           | 1-2  |
| Ford        | Ford Fiesta Rally3 | WRC Young Driver Team            | H          | Claire Schönborn    | Michael Wenzel      | 3-4  |
| Ford        | Ford Fiesta Rally3 | WRC Young Driver Team            | H          | Lyssia Baudet       | Léa Sam-Caw-Freve   | 1    |
| Ford        | Ford Fiesta Rally3 | Shaker Jweihan                   | H          | Shaker Jweihan      | Aisvydas Paliukėnas | 2    |
| Ford        | Ford Fiesta Rally3 | Team Flying Finn                 | H          | Aatu Hakalehto      | Joonas Ojala        | 4    |
| Fonti:      |                    |                                  |            |                     |                     |      |

## Risultati e statistiche
| Gara | Nome rally                                          | Vincitori | Vincitori                  | Vincitori                        | Vincitori | Statistiche | Statistiche | Statistiche | Statistiche | Statistiche |
| Gara | Nome rally                                          | Nº        | Pilota e copilota          | Squadra                          | Tempo     | Speciali    | Lunghezza   | Iscritti    | Partiti     | Arrivati    |
| ---- | --------------------------------------------------- | --------- | -------------------------- | -------------------------------- | --------- | ----------- | ----------- | ----------- | ----------- | ----------- |
| 1    | Rally di Svezia (13-16 febbraio) — Resoconto        | 56        | Taylor Gill Daniel Brkic   | FIA Rally Star                   | 2h51'17"7 | 18          | 293,84 km   | 12          | 12          | 12          |
| 2    | Rally del Portogallo (15-18 maggio) — Resoconto     | 87        | Taylor Gill Daniel Brkic   | FIA Rally Star                   | 4h15'07"3 | 24          | 344,50 km   | 12          | 12          | 11          |
| 3    | Rally dell'Acropoli (26-29 giugno) — Resoconto      | 68        | Ali Türkkan Oytun Albayrak | Castrol Ford Team Türkiye        | 4h39'31"7 | 17          | 345,76 km   | 9           | 9           | 8           |
| 4    | Rally di Finlandia (31 luglio-3 agosto) — Resoconto | 64        | Eamonn Kelly Conor Mohan   | Motorsport Ireland Rally Academy | 2h41'21"6 | 20          | 307,22 km   | 10          | 10          | 10          |

Legenda: Pos. = posizione; Nº = numero di gara.

## Classifiche
Come negli scorsi anni, la gara finale, quest'anno in Europa Centrale, assegnava punteggio doppio purché i contendenti avessero disputato almeno tre eventi in precedenza; essi dovevano inoltre scartare il peggior risultato ottenuto considerando i punti conquistati con la posizione finale raggiunta nell'evento stesso.

### Punteggio
Il punteggio rimase inalterato rispetto alla precedente edizione a differenza del punteggio del secondo classificato, che passò da 18 a 17. A parità di punteggio, nelle classifiche generali prevaleva chi ha ottenuto il miglior risultato e/o il maggior numero di essi.
| Posizione finale | 1ª | 2ª | 3ª | 4ª | 5ª | 6ª | 7ª | 8ª | 9ª | 10ª |
| Punti            | 25 | 17 | 15 | 12 | 10 | 8  | 6  | 4  | 2  | 1   |

### Classifica piloti
| Pos. | Pilota              | SVE | POR | ACR  | FIN | EUR | Punti |
| ---- | ------------------- | --- | --- | ---- | --- | --- | ----- |
| 1    | Taylor Gill         | 12  | 17  | 2    | 25  |     | 100   |
| 2    | Mille Johansson     | 212 | 213 | 64   | 67  |     | 86    |
| 3    | Ali Türkkan         | 41  | 9   | 17   | 3   |     | 65    |
| 4    | Eamonn Kelly        | 3   | 71  | 5    | 13  |     | 60    |
| 5    | Kerem Kazaz         | 51  | 3   | 4    | 5   |     | 48    |
| 6    | Diego Domínguez Jr. | 10  | 81  | 31   | 7   |     | 28    |
| 7    | Thomas Martens      | 6   | 4   | Rit1 | 10  |     | 21    |
| 8    | Max Smart           | 111 | 5   | 7    | 8   |     | 21    |
| 9    | Aatu Hakalehto      |     |     |      | 42  |     | 14    |
| 10   | Claire Schönborn    | 7   | 11  | 8    | 9   |     | 12    |
| 11   | Joosep Ralf Nõgene  | 12  | 6   |      |     |     | 8     |
| 12   | Tristan Charpentier | 91  | 101 |      |     |     | 5     |
| 13   | Lyssia Baudet       | 8   |     |      |     |     | 4     |
| Pos. | Pilota              | SVE | POR | ACR  | FIN | EUR | Punti |

| Colore  | Risultato                |
| ------- | ------------------------ |
| Oro     | Vincitore                |
| Argento | 2º posto                 |
| Bronzo  | 3º posto                 |
| Verde   | Finito a punti           |
| Blu     | Finito senza punti       |
| Blu     | Non classificato (NC)    |
| Viola   | Ritirato (Rit)           |
| Nero    | Squalificato (SQ)        |
| Nero    | Escluso (ES)             |
| Bianco  | Non ha gareggiato        |
| Bianco  | Iscrizione ritirata (WD) |
| Bianco  | Non partito (NP)         |
| Bianco  | Gara cancellata (C)      |

### Classifica copiloti
| Pos. | Pilota             | SVE | POR | ACR  | FIN | EUR | Punti |
| ---- | ------------------ | --- | --- | ---- | --- | --- | ----- |
| 1    | Daniel Brkic       | 12  | 17  | 2    | 25  |     | 100   |
| 2    | Johan Grönvall     | 212 | 213 | 64   | 67  |     | 86    |
| 3    | Oytun Albayrak     | 41  | 9   | 17   | 3   |     | 65    |
| 4    | Conor Mohan        | 3   | 71  | 5    | 13  |     | 60    |
| 5    | Corentin Silvestre | 51  | 3   | 4    | 5   |     | 48    |
| 6    | Rogelio Peñate     | 10  | 81  | 31   | 7   |     | 28    |
| 7    | Max Freeman        | 6   | 4   | Rit1 | 10  |     | 22    |
| 8    | Malcolm Read       |     | 5   | 7    | 8   |     | 20    |
| 9    | Joonas Ojala       |     |     |      | 42  |     | 14    |
| 10   | Aleks Lesk         | 12  | 6   |      |     |     | 8     |
| 11   | Jara Hain          | 7   | 11  |      |     |     | 6     |
| 12   | Michael Wenzel     |     |     | 8    | 9   |     | 6     |
| 13   | Florian Barral     | 91  | 101 |      |     |     | 5     |
| 14   | Léa Sam-Caw-Freve  | 8   |     |      |     |     | 4     |
| 15   | Cameron Fair       | 111 |     |      |     |     | 1     |
| Pos. | Pilota             | SVE | POR | ACR  | FIN | EUR | Punti |

| Colore  | Risultato                |
| ------- | ------------------------ |
| Oro     | Vincitore                |
| Argento | 2º posto                 |
| Bronzo  | 3º posto                 |
| Verde   | Finito a punti           |
| Blu     | Finito senza punti       |
| Blu     | Non classificato (NC)    |
| Viola   | Ritirato (Rit)           |
| Nero    | Squalificato (SQ)        |
| Nero    | Escluso (ES)             |
| Bianco  | Non ha gareggiato        |
| Bianco  | Iscrizione ritirata (WD) |
| Bianco  | Non partito (NP)         |
| Bianco  | Gara cancellata (C)      |

### Annotazioni
1. 1 2 3 4  L'appuntamento finale in Europa centrale ha assegnato punteggio doppio relativamente alla posizione finale raggiunta nel rally a chi avesse disputato almeno tre eventi in precedenza.

### Fonti
1. 1 2  (EN) Iscritti Rally di Svezia (PDF), su sportify.com, WRC Promoter GmbH. URL consultato il 17 gennaio 2024.
2. 1 2  (EN) Iscritti Rally del Portogallo (PDF), su sportity.com, WRC Promoter GmbH. URL consultato il 1º maggio 2025.
3. 1 2  (EN) Iscritti Rally dell'Acropoli, su drive.google.com, WRC Promoter GmbH. URL consultato il 30 maggio 2025.
4. 1 2  (EN) Iscritti Rally di Finlandia (PDF), su sportity.com, WRC Promoter GmbH. URL consultato il 4 luglio 2025.